# Ácido piválico
El ácido piválico es un ácido carboxílico con una fórmula molecular de (CH 3 ) 3 CCO 2 H. Este compuesto orgánico incoloro y odifer es sólido a temperatura ambiente. Una abreviatura común del grupo pivalilo o pivaloil ( t -BuC(O)) es Piv y para el ácido piválico ( t -BuC(O)OH) es PivOH .

## Preparación

### Proceso industrial
El ácido piválico se prepara para hidrocarboxilación de isobuteno mediante la reacción de Koch :
(CH 3 ) 2 C=CH 2 + CO + H 2 O → (CH 3 ) 3 CCO 2 H
Estas reacciones requieren un catalizador ácido como el fluoruro de hidrógeno . El alcohol <i id="mwIg">tert</i> -butílico y el alcohol isobutílico también se pueden utilizar en lugar del isobuteno. A nivel mundial, se producen varios millones de kilogramos anualmente. El ácido piválico también se recupera económicamente como subproducto de la producción de penicilinas semisintéticas como la ampicilina y la amoxicilina .     

### Métodos de laboratorio

El bromuro de t-butilmagnesio reacciona con el CO _{2} para formar la sal pivallada. La adición de ácido produce ácido piválico

Se preparó originalmente por oxidación de pinacolona con ácido crómico  y por hidrólisis de cianuro de terco-butilo.  Las rutas de laboratorio convenientes proceden por cloruro de tert-butilo mediante carbonatación del reactivo de Grignard y por oxidación de pinacolona.

Reordenación pinaco

## Aplicaciones
En relación con los ésteres de la mayoría de los ácidos carboxílicos, los ésteres del ácido piválico son inusualmente resistentes a la hidrólisis. Algunas aplicaciones resultan de esa estabilidad térmica. Los polímeros derivados de los ésteres de pívalo del alcohol vinílico son lacas altamente reflectantes. El grupo pivaloil (abreviado Piv o Pv) es un grupo protector de los alcoholes en síntesis orgánica . El ácido piválico en ocasiones se utiliza como estándar de cambio químico interno para los espectros de RMN de soluciones acuosas. Aunque el DSS se utiliza más habitualmente para este propósito, los picos menores de los protones de los tres puentes de metileno del DSS pueden ser problemáticos. El espectro de RMN 1H a 25 °C y el pH neutro es un hipo a 1,08 ppm. El ácido piválico se utiliza como co-catalizador en algunas de las reacciones de funcionalización de CH catalizada con paladio.

### Protección contra los alcoholes
El grupo pivaloil se utiliza como grupo protector en la síntesis orgánica . Los métodos de protección habituales incluyen el tratamiento del alcohol con cloruro de pivaloil (PvCl) en presencia de piridina .

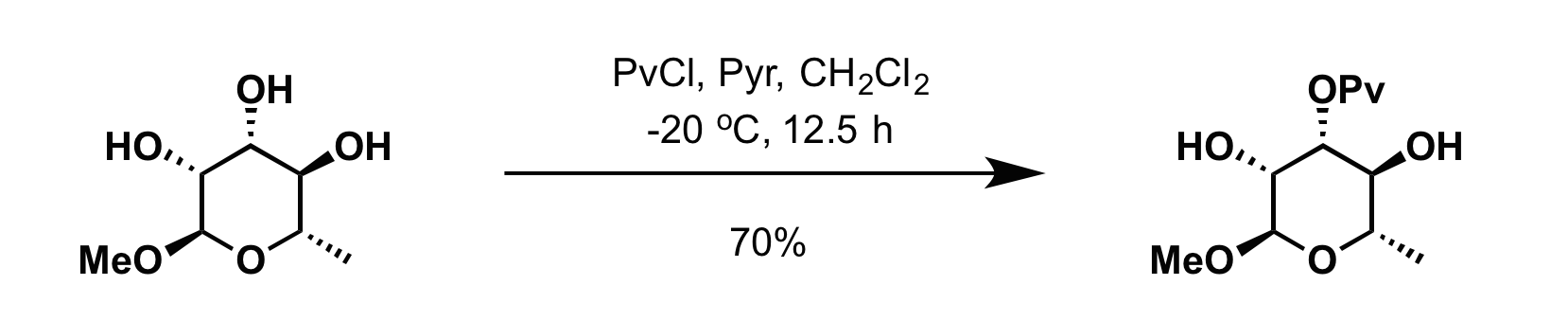
no

Alternativamente, los ésteres se pueden preparar utilizando anhídrido pivaloico, en presencia de triflato de escandio (Sc(OTf) 3 ) o triflato de vanadil (VO (OTf) 2 ).  
Los métodos de desprotección habituales implican la hidrólisis con una base u otros nucleófilos.

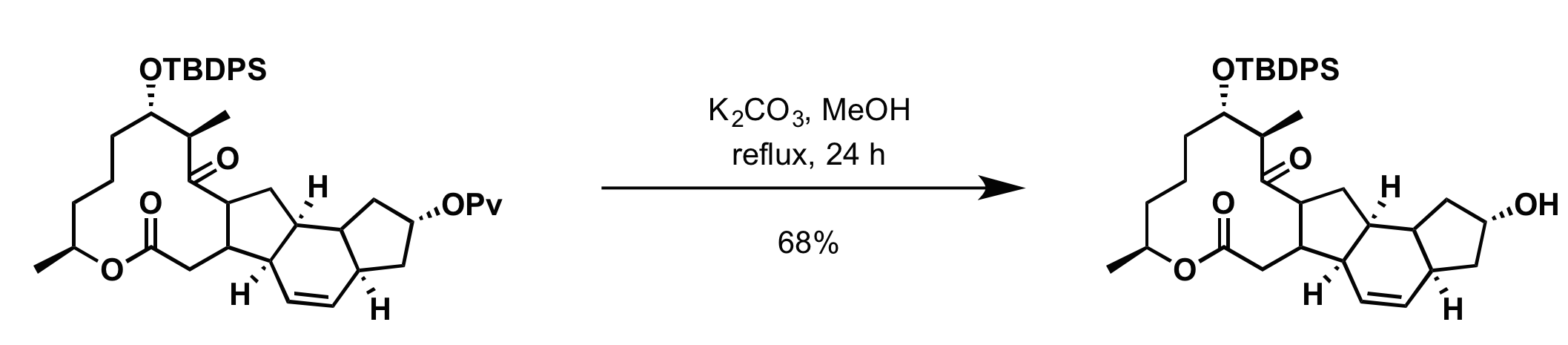
no